# はたのぼる
はた のぼる（1927年3月15日 - 2022年11月22日）は、日本のお笑い芸人。
福井県鯖江市出身。本名・川畑 正雄（かわばた まさお）。東京演芸協会名誉会長。日本演芸家連合・常任理事。5代目鈴々舎馬風ファミリーの一員。

## 略歴
1951年 - コミックバンド「フラット・セブン」を結成。
1959年 - 灘康次とモダンカンカンに加入。当時の芸名は「畑のぼる」
1964年 - モダンカンカンを退団し、「はたのぼるとポニーズ」（スリーボンボンと改名）を結成。
1968年 - スリーボンボンを解散し、漫談師となる。
1981年 - ロンドンで開催された「一芸名人世界大会」で準優勝する。
1996年 - 日本芸能実演家団体協議会（芸団協）芸能功労者表彰。
2013年 - 東京演芸協会会長に就任。
2022年11月22日午後0時58分、老衰のため、東京都江戸川区の自宅で死去。95歳没。訃報は同年12月3日、公表された。

## 人物
- 主に尺八漫談をし、色々なもの（サツマイモ、ゴルフボールなど）に穴をあけ笛のように吹くパフォーマンスをする。
- 芸名は本名の「川畑」から灘康次が名付けた。雑誌のインタビューでは「よく、はたのさんって間違えられるんだけど、それじゃあ、残りが、ぼるだけになっちゃって、具合悪いでしょ（笑）」と語っている。

## 出演

### テレビ
- 笑いがいちばん（NHK総合）
- 巣鴨バラエティ座（2007年7月15日、TOKYO MX）
- クイズ!脳ベルSHOW（2020年1月15日・16日、BSフジ） - ゲスト

### ラジオ
- 真打ち競演 （NHKラジオ第一）

### 漫画
- ピューと吹く!ジャガー「うすたジャガーさんのち珍ぷえ笛」（4巻に収録）